# Pseudochiridium heurtaultae
Pseudochiridium heurtaultae es una especie de arácnido del orden Pseudoscorpionida de la familia Pseudochiridiidae.

## Distribución geográfica
Se encuentra en Angola y la República del Congo.